# كيني ديكسترا
كيني ديكسترا (بالإنجليزية: Kenny Dykstra)‏ هو مصارع محترف أمريكي، ولد في 16 مارس 1986 في ساوثبريدج في الولايات المتحدة.

## وصلات خارجية
- كيني ديكسترا على موقع دبليو دبليو إي (الإنجليزية)
- كيني ديكسترا على موقع WrestlingData.com (الإنجليزية)
- كيني ديكسترا على موقع CageMatch worker (الإنجليزية)
- كيني ديكسترا على موقع قاعدة بيانات المصارعة على الإنترنت (الإنجليزية)
- كيني ديكسترا على موقع عالم المصارعة على الإنترنت (الإنجليزية)
- كيني ديكسترا على موقع عالم المصارعة على الإنترنت (الإنجليزية)
- كيني ديكسترا على موقع IMDb (الإنجليزية)